# Holandia na Zimowych Igrzyskach Paraolimpijskich 1998
Holenderska reprezentacja na Zimowych Igrzyskach Paraolimpijskich 1998 liczyła 3 sportowców (2 mężczyzn i 1 kobieta) występujących w trzech spośród czterech rozgrywanych dyscyplin. 

## Medale
| Medal  | Zawodnik            | Dyscyplina        | Konkurencja                                |
| ------ | ------------------- | ----------------- | ------------------------------------------ |
| srebro | Majorie van de Bunt | Biegi narciarskie | 5 km kobiet techniką dowolną LW2-9         |
|        |                     |                   |                                            |
| brąz   | Majorie van de Bunt | Biathlon          | 7,5 km kobiet techniką dowolną LW2-4,6/8,9 |

## Skład reprezentacji

### Biathlon
- Majorie van de Bunt

### Biegi narciarskie
- Majorie van de Bunt

### Narciarstwo alpejskie
- Kjeld Punt
- Martijn Wijsman